# Toponymie du Luxembourg
Au Luxembourg, l'usage veut, comme en Belgique, que l'on ne lie pas prénom et nom par un trait d’union dans les noms de rues, de boulevards, etc. On écrira par exemple « rue Victor Hugo » et non « rue Victor-Hugo » à Vianden. Les saints, par contre, ont un trait d'union à leur nom: « allée Saint-Christophe » à Mondorf. Les établissements publics prennent une minuscule à la désignation mais des majuscules et traits d’union au nom propre, par exemple lycée Michel-Rodange ; à l’exception de l'Université du Luxembourg, institution unique.